# Spurve under Taget
Spurve under Taget er en dansk spillefilm fra 1944 instrueret af Charles Tharnæs efter eget manuskript og med musik af Emil Reesen.

## Handling
De to unge mennesker, vi her stifter bekendtskab med, er såre almindelige. Ser vi nærmere på dem, kan det være, at vi opdager, hvor kønt og rigtigt det almindelige er. Deres anonyme, hverdagsgrå tilværelse har også sin poesi, den nemlig der altid er i to unge sind, som en god skæbne med sans for lune har anbragt oppe under taget lige overfor hinanden i en baggård, mens sommersolen bifaldende ser til.

## Medvirkende
- Karin Nellemose, Mathilde, en ung ensom Pige
- Ebbe Rode, Carl, en ung ensom Mand
- Rasmus Christiansen, Sommerkjær, Blomsterhandler og Inkassato
- John Price, Port-Sheiken
- Valdemar Møller, Olsen, en vred Hundemand
- Petrine Sonne, Fru Olsen, Olsens flittige Kone
- Helle Virkner, En halvvoksen Pige
- Jørn Jeppesen, Ernst, Sømand
- Jens Kjeldby, Viggo, Ernsts glade Kammerat
- Tove Bang, Ellen, Mathildes ligeglade Veninde
- Henry Nielsen, En Gaardmand
- Lille Vibeke, Barnet